# Stazione di Tavazzano
La stazione di Tavazzano è una stazione ferroviaria posta sulla linea Milano-Bologna e punto di diramazione di quella AV/AC.
Serve il comune di Tavazzano con Villavesco, ed è molto utilizzata anche dai passeggeri provenienti dai comuni confinanti di Lodi Vecchio e Montanaso Lombardo.

## Storia
La stazione fu aperta nel 1861 con l'attivazione della tratta tra Milano e Piacenza, tronco nord della ferrovia Milano-Bologna, divenuta successivamente parte del grande itinerario dorsale italiano, da Milano a Roma. Fu costruita in aperta campagna, al solo scopo di spezzare con una stazione intermedia la lunga tratta da Melegnano a Lodi, allora senza fermate.
Intorno alla stazione si sviluppò il centro abitato di Tavazzano, divenuto in seguito preminente sul territorio circostante, anche a scapito del capoluogo comunale (Villavesco).
Il 29 maggio 2005 divenne punto di diramazione dell'Interconnessione di Tavazzano, che collega la linea storica con quella ad alta velocità.
L'impianto è classificato da RFI nella categoria "Silver".

## Strutture ed impianti
La stazione dispone di tre binari (due di corsa ed uno di deviata), tutti atti al servizio passeggeri, collegati da un sottopasso, due binari tronchi di servizio, ad uso del piccolo scalo merci, usato come ricovero materiale, ed un binario di precedenza dispari, posto più a sud rispetto alla stazione.
È punto d'inizio di un'interconnessione con la linea ad alta velocità Milano-Bologna.
Dalla stazione fino al 2014, si dipartivano tre raccordi ferroviari: uno per l'Elettrochimica Solfuri E Cloroderivati (azienda ora del Gruppo Solvay), uno per la centrale termoelettrica di Tavazzano-Montanaso ed un altro per il vicino impianto della Interfrigo. Dal 2014, RFI ha deciso di smantellare tali raccordi.

## Movimento
La stazione è servita dai treni della linea S1 (Saronno-Milano-Lodi) del servizio ferroviario suburbano di Milano, eserciti da Trenord, con frequenza semioraria dalle 6 alle 24 dal lunedì al venerdì, sabato e festivi.

### Esplicative
1. ↑  Vi è un parcheggio di scambio per automobili ed un percorso ciclabile.

### Bibliografiche
1. ↑   Silvio Gallio, Oggi è un’ora di viaggio, Bologna, CLUEB, 2009, ISBN 978-88-491-3173-4.
2. ↑  All'epoca Tavazzano era solo una modesta cascina, pur con lo status di comune autonomo fino al 1869.
3. ↑   Doppio salto di montone, in I Treni, anno XXV, n. 272, Salò, Editrice Trasporti su Rotaie, luglio-agosto 2005,  p. 6, ISSN 0392-4602 (WC · ACNP).
4. ↑   www.rfi.it, Stazioni della Lombardia, su rfi.it. URL consultato l'11 ottobre 2012 (archiviato dall'url originale il 14 settembre 2015).
5. ↑  Orario ufficiale Trenitalia, quadro 45